# Palo Bonito, Veracruz
Palo Bonito är en ort i Mexiko.   Den ligger i kommunen Minatitlán och delstaten Veracruz, i den sydöstra delen av landet, 500 km öster om huvudstaden Mexico City. Palo Bonito ligger 10 meter över havet och antalet invånare är 103.
Terrängen runt Palo Bonito är platt. Runt Palo Bonito är det ganska glesbefolkat, med 29 invånare per kvadratkilometer. Närmaste större samhälle är Hidalgotitlán, 6,4 km väster om Palo Bonito. Omgivningarna runt Palo Bonito är en mosaik av jordbruksmark och naturlig växtlighet.